# Manastirica (Petrovac na Mlavi)
Manastirica (em cirílico:Манастирица) é uma vila da Sérvia localizada no município de Petrovac na Mlavi, pertencente ao distrito de Braničevo, na região de Mlava. A sua população era de 748 habitantes segundo o censo de 2002.

## Demografia
| 1948  | 1953  | 1961  | 1971  | 1981  | 1991  | 2002 |
| ----- | ----- | ----- | ----- | ----- | ----- | ---- |
| 1 583 | 1 545 | 1 455 | 1 326 | 1 246 | 1 122 | 748  |